# Kościół św. Józefa Robotnika w Chorzowie
Kościół świętego Józefa Robotnika – rzymskokatolicki kościół znajdujący się w Górnośląskim Parku Etnograficznym w Chorzowie.
Jest to świątynia wzniesiona w 1791 roku we wsi Nieboczowy nad Odrą, w powiecie wodzisławskim jako powiększenie kaplicy z 1380 roku, ufundowana została przez Jana Zdrzałaka. Przeniesiona została w 1971 roku do Kłokocina (dzielnicy Rybnika), natomiast na obecnym miejscu stoi od 1995 roku. Odrestaurowana została w 1931 roku. Poświęcono ją w dniu 28 września 1997 roku.

## Architektura

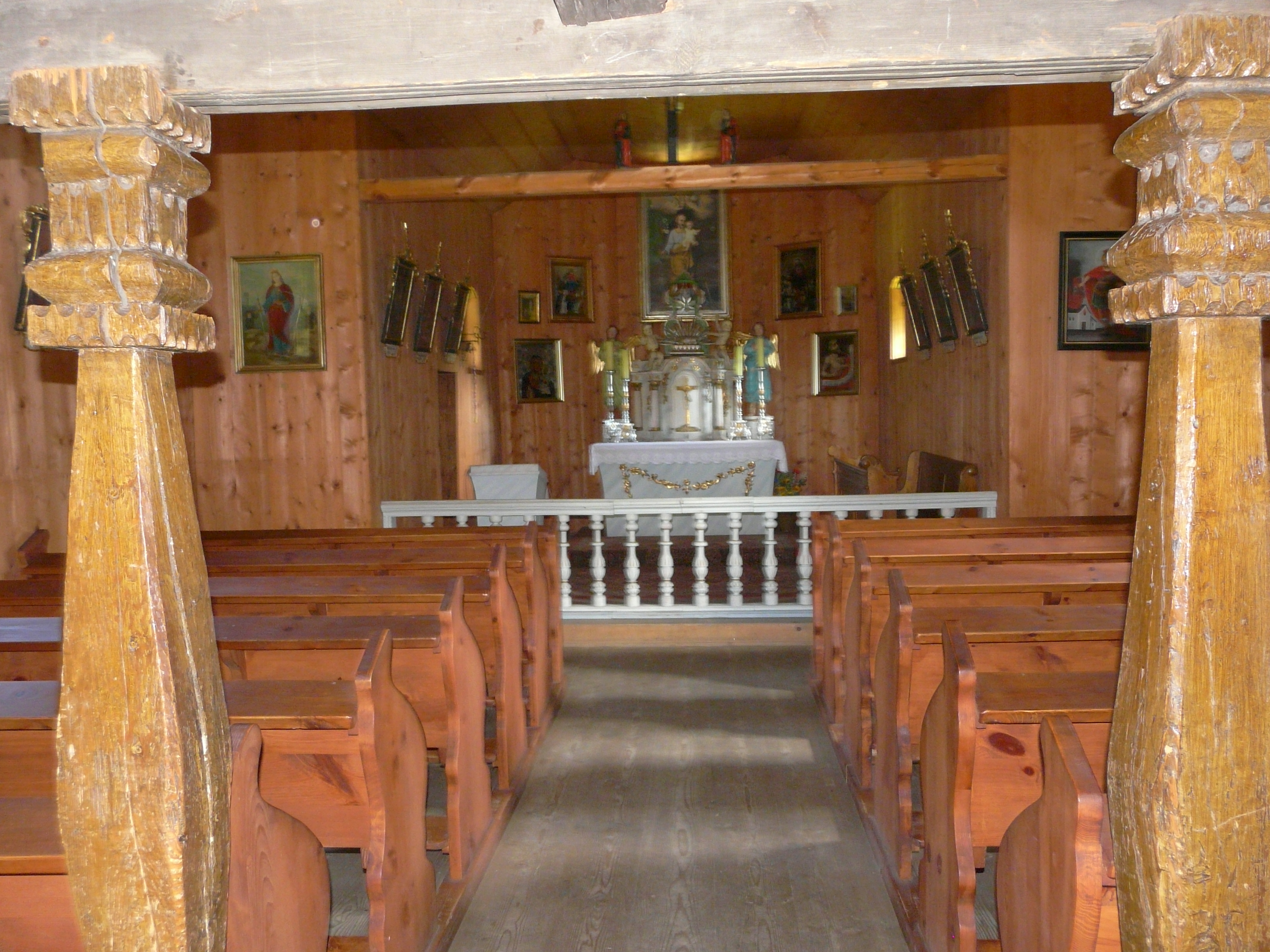
Wnętrze (2015)

Budowla jest drewniana i posiada konstrukcję zrębową. Świątynia jest orientowana. Składa się z mniejszego prezbiterium w stosunku do nawy zamkniętego trójbocznie, z boku znajduje się zakrystia. Z przodu nawy znajduje się kruchta z portalem w formie „oślego grzbietu” z datą „1791”. Całą świątynię otaczają soboty. Kościół posiada dach dwukalenicowy, nakryty gontem z dwoma sześciokątnymi wieżyczkami na sygnaturki w stylu barokowym. Są one zwieńczone baniastymi dachami hełmowymi, nakrytymi gontem z latarniami (nad nawą są ozdobione podwójnym krzyżem, a nad prezbiterium są ozdobione metalowym kurem). Nawa nakryta jest płaskim stropem, natomiast prezbiterium pozornym sklepieniem o spłaszczonym łuku. We wnętrzu znajdują się m.in.: mały chór podparty przez dwa profilowane filary z fisharmonią wybudowaną pod koniec XIX wieku, belka tęczowa ozdobiona polichromowanymi figurkami Chrystusa na krzyżu, Matki Boskiej i Świętego Jana pochodzącymi z połowy XIX wieku. Oryginalne wyposażenie świątyni nie zachowało się do dziś. Obecne pochodzi z różnych świątyń. Ołtarz główny został zbudowany w XVIII wieku i pochodzi ze spalonej świątyni w Moszczenicy. Ołtarze boczne reprezentują styl barokowo – klasycystyczny. Stacje Drogi Krzyżowej zostały zbudowane pod koniec XVIII wieku. Ława kolatorska pochodzi z XIX wieku i znajdowała się dawniej w świątyni w Wiśle Wielkiej.